# Xylolocha schunckearia
Xylolocha schunckearia är en fjärilsart som beskrevs av Charles Oberthür 1911. Xylolocha schunckearia ingår i släktet Xylolocha och familjen mätare. Inga underarter finns listade i Catalogue of Life.